# Morvay Lipót
Alsó-draskóczi Morvay Lipót (Királyrév, 1843. május 14. – Ipolyvarbó, 1910. július 22.) római katolikus esperes-plébános.

## Élete
Gimnáziumi tanulmányait Nagyszombatban, a teológiát 1868-ban Esztergomban végezte, ahol a magyar egyházi irodalmi társaságnak tevékeny tagja és elnöke volt. 1868. augusztus 2-án fölszentelték; segédlelkész volt Dunaszentpálon, 1869-ben Komáromban és 1871-ben Hédervárt; 1874. augusztusban nagyszombati főgimnáziumi tanárrá neveztetett ki. 1881. december 21-én a vajkai, 1887. március 20-án a vámosmikolai plébániát kapta; később Zsigárdon (Pozsony megye) volt plébános.
A Katholikus Lelkipásztorban több szent beszédet közölt; a Tanodai Lapokban polemikus cikkeket az iskolák elközösítése ellen; a Katholikus Néplapban, a Magyar Államban és az Érsekujvár és Vidékében cikkeket a napi kérdésekről; az István bácsi Naptárában értekezéseket a jogképződésről és egy kérdésről a szent hajdanból; írt még az egri Népujságba. Cikkei a Magyar Sionban (1868. Mörl Mária, életkép); az István bácsi Naptárában (1876. Az őrült anya, 1878. A kereszt, 1884. A tékozló fiú, 1887. A mór leány, legenda) sat.